# Zach Dean
Zachary "Zach" Dean, född 4 januari 2003, är en kanadensisk professionell ishockeyforward som är kontrakterad till St. Louis Blues i National Hockey League (NHL) och spelar för Springfield Thunderbirds i American Hockey League (AHL).
Han har tidigare spelat för Olympiques de Gatineau i Ligue de hockey junior majeur du Québec (LHJMQ).
Dean draftades av Vegas Golden Knights i första rundan i 2021 års draft som 30:e spelare totalt.

## Statistik
| 2016–2017    | Tricom Thunder U15       |              | 26  | 18 | 12  | 30  | 34  | 5  | 4  | 4  | 8  | 0  |
| 2017–2018    | Tricom Thunder U15       |              | 35  | 40 | 37  | 77  | 86  | 3  | 3  | 2  | 5  | 4  |
| 2018–2019    | Toronto Nationals U16    | GTHL         | 32  | 24 | 23  | 47  | —   | —  | —  | —  | —  | —  |
|              | Toronto Nationals U16    |              | 64  | 36 | 53  | 89  | —   | —  | —  | —  | —  | —  |
| 2019–2020    | Olympiques de Gatineau   | LHJMQ        | 57  | 18 | 28  | 46  | 22  | —  | —  | —  | —  | —  |
| 2020–2021    | Olympiques de Gatineau   | LHJMQ        | 23  | 10 | 10  | 20  | 20  | 4  | 1  | 1  | 2  | 2  |
| 2021–2022    | Olympiques de Gatineau   | LHJMQ        | 47  | 21 | 31  | 52  | 50  | 7  | 2  | 5  | 7  | 6  |
| 2022–2023    | Olympiques de Gatineau   | LHJMQ        | 50  | 33 | 37  | 70  | 53  | 13 | 10 | 16 | 26 | 10 |
| 2023–2024    | St. Louis Blues          | NHL          | 1   | 0  | 0   | 0   | 0   | —  | —  | —  | —  | —  |
|              | Springfield Thunderbirds | AHL          | 47  | 8  | 5   | 13  | 24  | —  | —  | —  | —  | —  |
| NHL totalt   | NHL totalt               | NHL totalt   | 1   | 0  | 0   | 0   | 0   | —  | —  | —  | —  | —  |
| LHJMQ totalt | LHJMQ totalt             | LHJMQ totalt | 177 | 82 | 106 | 188 | 145 | 24 | 13 | 22 | 35 | 18 |

### Internationellt
| Källa: Uppdaterad: 2024-03-22 | Källa: Uppdaterad: 2024-03-22 | Källa: Uppdaterad: 2024-03-22 |         | Utv = Utvisningsminuter | Utv = Utvisningsminuter | Utv = Utvisningsminuter | Utv = Utvisningsminuter | Utv = Utvisningsminuter |
| År                            | Lag                           | Mästerskap                    | Matcher | Mål                     | Assists                 | Poäng                   | Utv                     |                         |
| ----------------------------- | ----------------------------- | ----------------------------- | ------- | ----------------------- | ----------------------- | ----------------------- | ----------------------- | ----------------------- |
| 2023                          | Kanada                        | JVM                           | 7       | 1                       | 2                       | 3                       | 33                      |                         |
| Junior totalt                 | Junior totalt                 | Junior totalt                 | 7       | 1                       | 2                       | 3                       | 33                      |                         |